# 國道2號 (日本)
國道2號（日语：／ Kokudō Ni-gō）是日本大阪府大阪市北區至福岡縣北九州市門司的一般國道。兵庫縣至山口縣區間與山陽自動車道並行，本州與九州之間為關門隧道。
國道2號的前身是舊山陽道（近世山陽道、西國街道）。除了起點大阪，以及岡山縣岡山市至廣島縣福山市區間以外，大多沿襲舊山陽道路線。

## 路線資料
- 起點：大阪府大阪市北區梅田1丁目（梅田新道交差點＝國道1號、國道25號、國道176號（日语：国道176号）終點）
- 終點：福岡縣北九州市門司區老松町（老松公園前交差點＝國道3號起點）
- 總長度：671.4km（大阪市 6.3 km、兵庫縣 129.5 km、神戶市 66.2 km、岡山縣 72.5 km、岡山市 29.1 km、廣島縣 154.5 km、廣島市 52.4 km、山口縣 158.6 km、北九州市 2.3 km）[1][注釋 1]
- 共線長度：0.0 km[1][注釋 1]
- 實際長度： 671.4 km（大阪市 6.3 km、兵庫縣 129.5 km、神戶市 66.2 km、岡山縣 72.5 km、岡山市 29.1 km、廣島縣 154.5 km、廣島市 52.4 km、山口縣 158.6 km、北九州市 2.3 km）[1][注釋 1]
  - 現道：596.0 km（大阪市 6.3 km、兵庫縣 90.4 km、神戶市 58.6 km、岡山縣 62.7 km、岡山市 29.1 km、廣島縣 152.5 km、廣島市 35.5 km、山口縣 158.6 km、北九州市 2.3 km）[1][注釋 1]
  - 舊道：44.5 km（兵庫縣 39.1 km、廣島市 5.4 km）[1][注釋 1]
  - 新道：30.9 km（神戶市 7.6 km、岡山縣 9.8 km、廣島縣 2.0 km、廣島市 11.4 km）[1][注釋 1]
- 指定區間（日语：指定區間）：大阪市北區梅田1丁目3番 - 北九州市門司區老松町3番1（全線），但以下區間除外。
  - 明石市立石1丁目4番1（和坂交差點） - 同市魚住町清水字井樋田2149番1（清水交差點） - 姫路市本町241番（大手前交差點） - 兵庫縣揖保郡太子町山田（太子東交流道）＜第二神明道路、加古川繞道（日语：加古川バイパス）、姬路繞道（日语：姫路バイパス）並行區間＞
  - 福山市神村町字伊勢山下6000番2（松永繞道東口交差點（日语：神村ランプ）） - 尾道市西御所町2番562 - 同市正徳町535番28（繞道匯合處）＜松永繞道（日语：松永バイパス）、尾道繞道（日语：尾道バイパス）並行區間＞
  - 廣島市西區庚午北1丁目418番1（西廣島繞道入口交差點、西廣島繞道出口交差點） - 同市佐伯區海老園2丁目310番3（佐伯區役所） - 廿日市市地御前5丁目1929番21（西廣島繞道（日语：西広島バイパス）西廣島匝道）＜西廣島繞道並行區間（宮島街道）＞

## 歷史

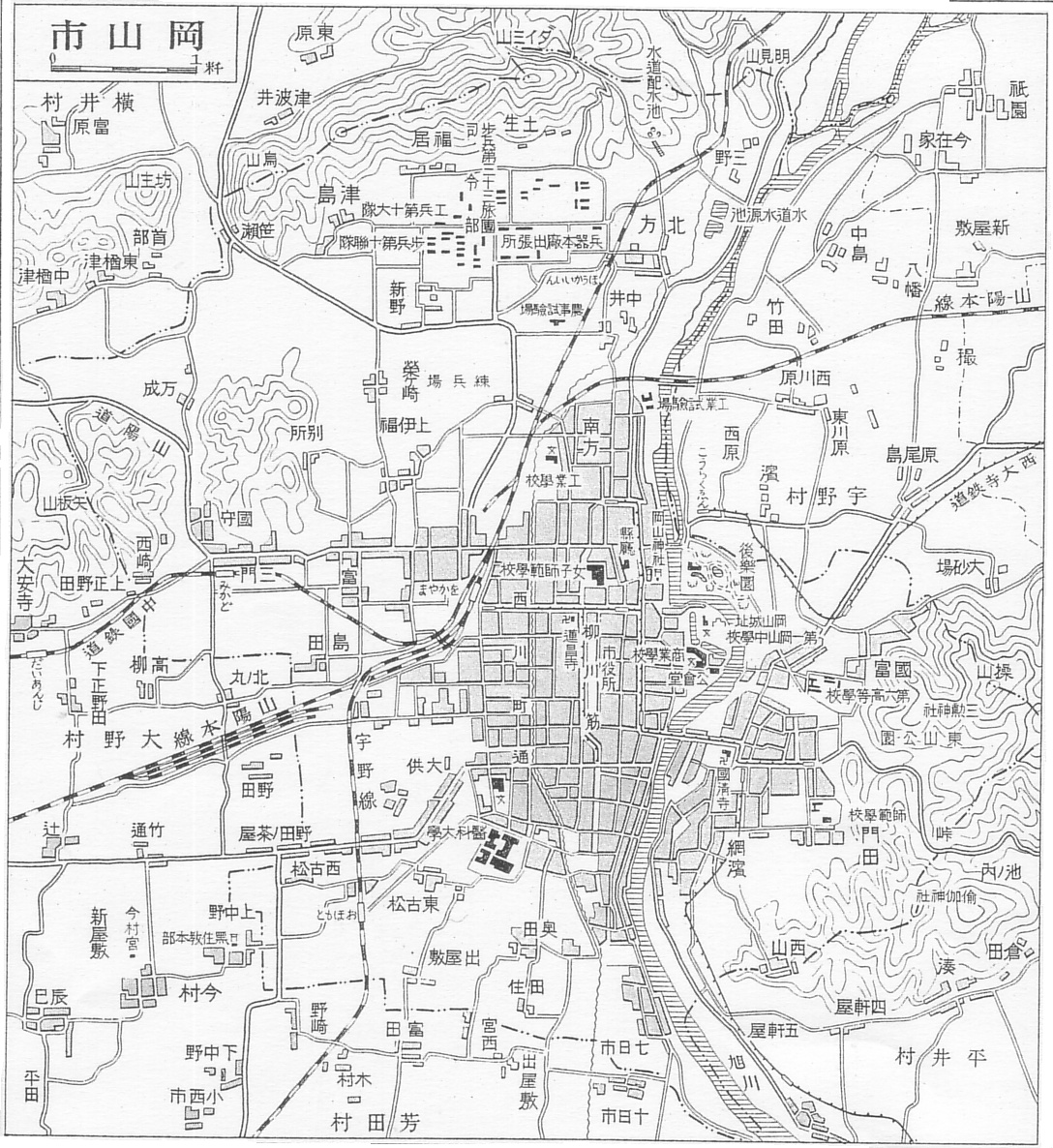
1930年（昭和5年）左右的岡山市街。變更前的路線記為「山陽道」。

國道2號沿襲古代的山陽道。山陽道以京都起點，不經大阪直接往神戶方向，東西貫穿山陽地方後至九州。
1876年（明治9年）依據太政官達第60號（道路等級廢除、制度國道縣道里道），指定為一等國道。
1885年（明治18年）2月24日，内務省告示第6號「國道表」指定國道3號「東京往神戶港路線」、國道4號「東京往長崎港路線」，但都未經大阪。現在大阪府大阪市至兵庫縣西宮市的區間是被指定為二十六號「大坂府至廣島鎭臺連結路線」。
1920年（大正9年）4月1日，依道路法實施「路線認定」，指定國道二號「東京市至鹿兒島縣廳所在地路線（甲）」，相當於現在的國道1號、國道2號、國道3號。這次也是本路線首次經由大阪。
1926年（大正15年）6月9日，改經重要性逐漸增加的倉敷，岡山縣岡山市至廣島縣沼隈郡津之鄉村（現福山市津之鄉町）間沿襲舊山陽道的區間降格為縣道，沿襲舊鴨方往來的縣道升格併入本國道。
1928年（昭和3年）7月，霞橋（現霞橋側道橋）改建完成。1929年（昭和4年）正式改道。從此，現在岡山市中心起經倉敷市中心、淺口市、淺口郡里庄町、笠岡市、福山市中心至福山市津之鄉町的路線成為本國道的一部份，而原先從現在岡山市中心經總社市（吉備路）、倉敷市真備町、小田郡矢掛町、井原市、福山市神邊町至福山市津之鄉町的路線降格為縣道。然而，此時的新路線並未整備完成，笠岡市內更有「日本最窄國道」之稱。所以，1960年代以前，降格為縣道的舊山陽道依然是東西交通的主要路線。

### 年表
- 1952年（昭和27年）
  - 12月4日：依新道路法實施「路線指定」，大阪府大阪市至福岡縣門司市（現北九州市門司區）區間指定為「一級國道2號」。
- 1963年（昭和38年）
  - 全線改建完成[15]。
- 1965年（昭和40年）
  - 4月1日：道路法修正，取消一級、二級制度，本路線為「一般國道2號」。

### 並行舊街道
- 山陽道（西國街道）：岡山縣岡山市至廣島縣福山市之間除外。為了與山陽自動車道區別，多稱作「舊山陽道」。
- 鴨方往來（日语：鴨方往来）：岡山縣岡山市至廣島縣福山市。

## 路線狀況

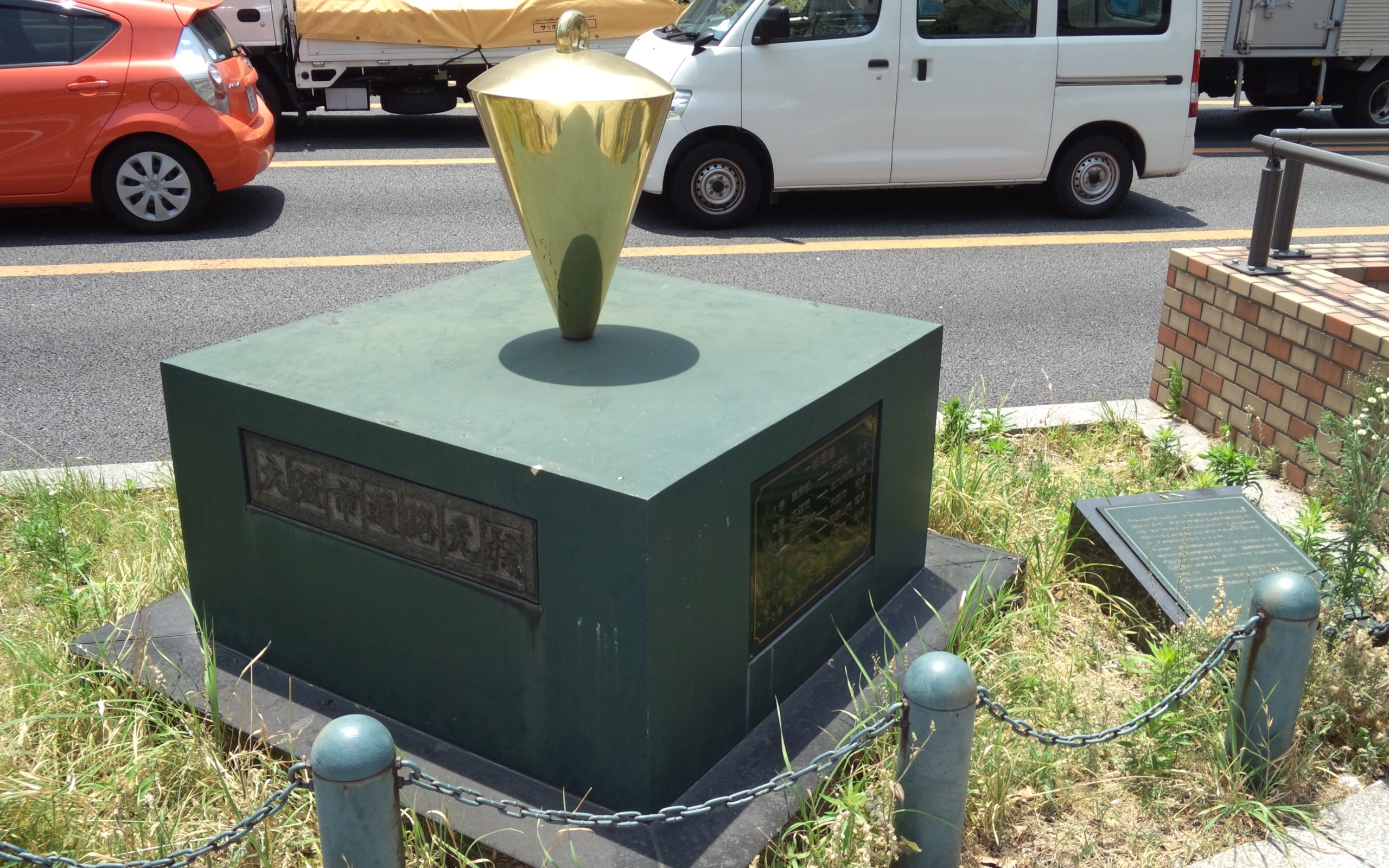
梅田新道交差點的大阪市道路元標

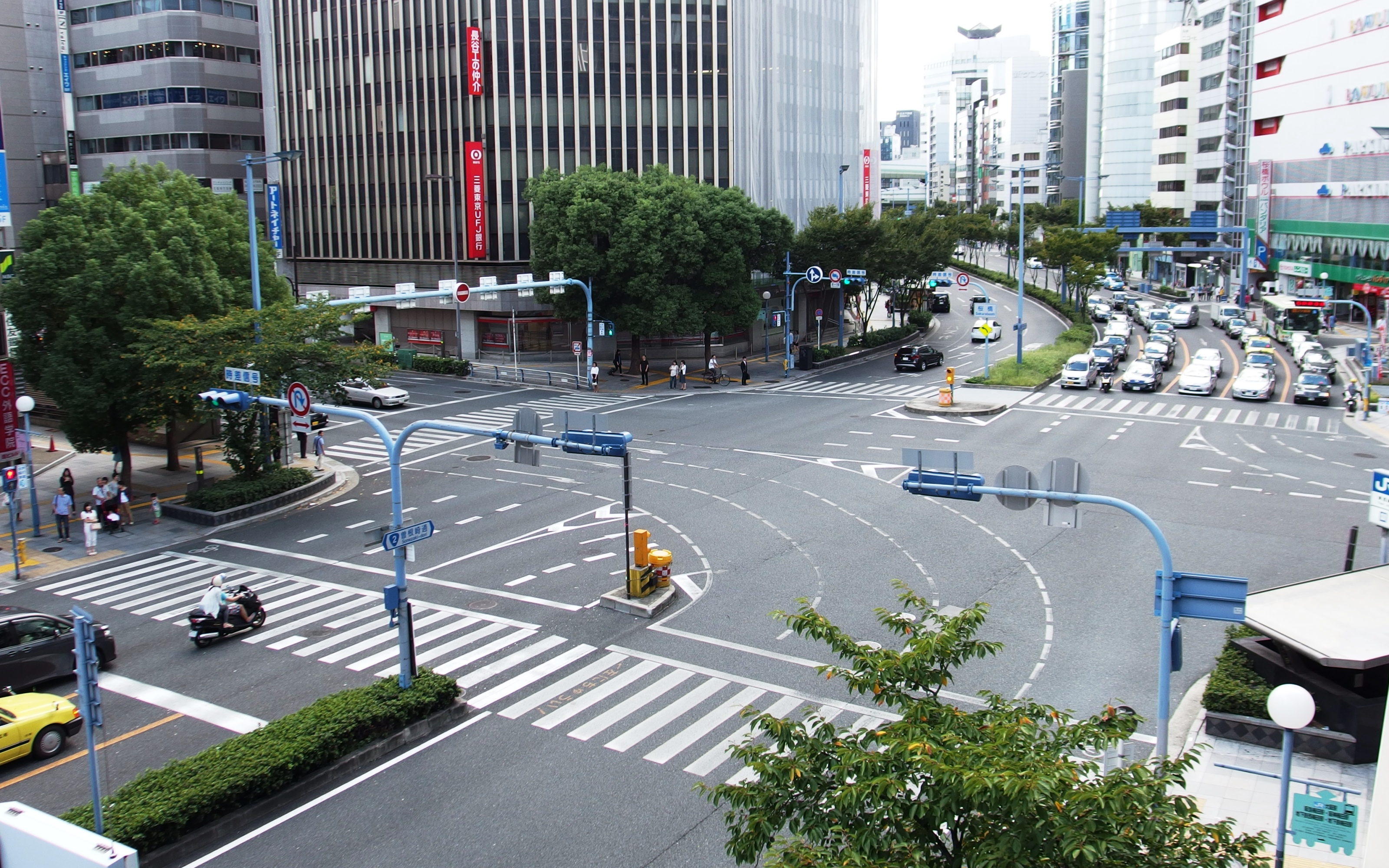
櫻橋（大阪市北區曾根崎新地）。前後方向是國道2號。

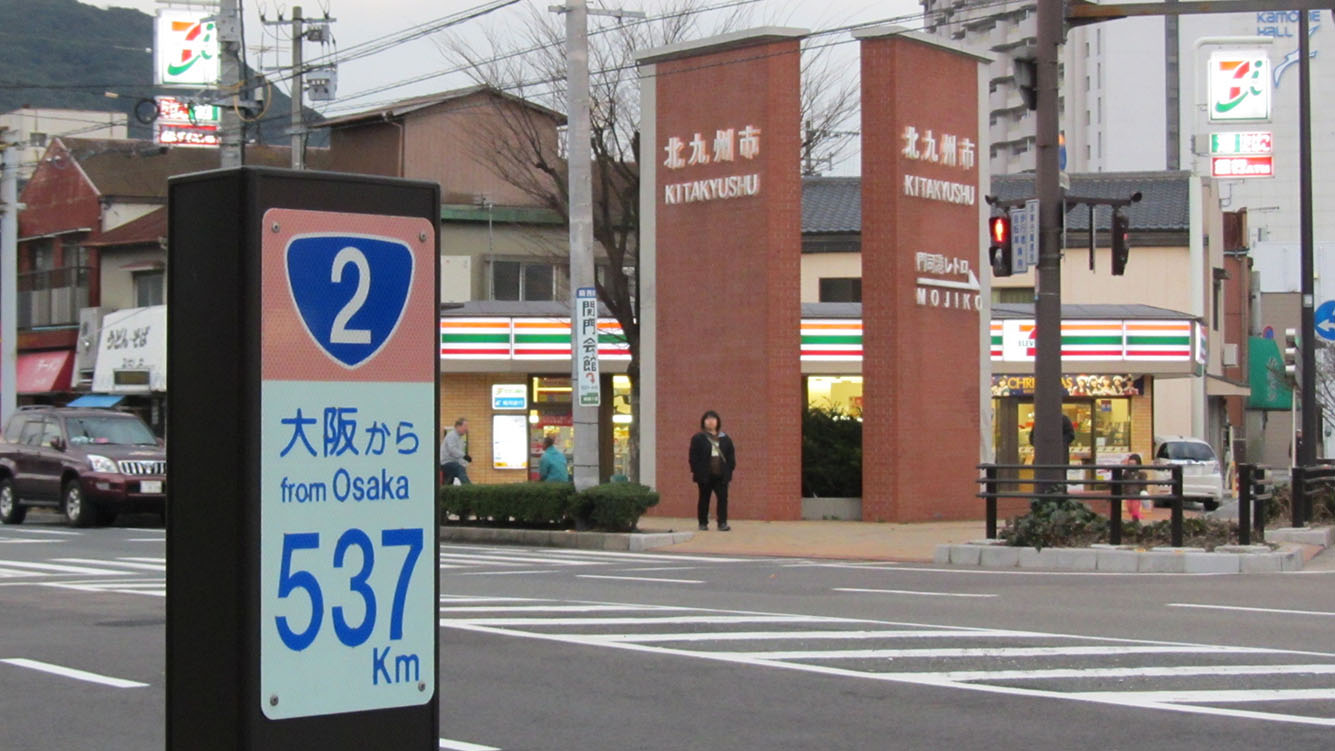
國道2號終點（北九州市門司區）

相對於過去的「第二阪神國道」國道43號，本國道大阪至神戶的區間常被稱為「第一阪神國道」（簡稱「一國（いちこく）」，然而近年也開始將國道2號簡稱為「にこく」，容易造成混淆）。另外，此區間在1975年（昭和50年）以前有路面電車阪神國道線的路面軌道。
兵庫縣姬路市與加古川市部分區間採用國道十分少見的單向通車限制。兵庫縣內由於交通量大，因此許多區間都建設了繞道分流。
岡山縣從岡山市東區至淺口市、笠岡市的部分區間另闢繞道。繞道啟用後，當時的現道陸續由縣、市接管，岡山市中心在2016年（平成28年）3月31日以前僅剩別線。
尾道繞道以西的廣島、山口兩縣，在連續彎道的路面上印有行進方向箭頭（↑）的連續標記「（防止逆向的）視線誘導標示」。
廣島縣內的收費道路廣島岩國道路在建設時是作為國道2號的繞道，但實際上是與山陽自動車道一體化的道路。
山口縣內的小郡道路小郡交流道至下關市印內交差點是國道9號的重複區間。
另外，以補足國道2號為目的所整備的暫時收費道路有岡山藍線（=岡山縣道397號寒河本庄岡山線）、欽明路道路（=山口縣道15號岩國玖珂線）、長府道路。

### 繞道
- 濱手繞道（日语：浜手バイパス）（兵庫縣）
- 大阪灣岸道路（日语：大阪湾岸道路）西伸部 六甲島北（日语：六甲アイランド北出入口） - 駒榮（兵庫縣）〔未啟用〕
- E93 第二神明道路（兵庫縣）
  - E94 神戶西繞道（日语：神戸西バイパス）（第二神明北線）（兵庫縣）
- 加古川繞道（日语：加古川バイパス）（兵庫縣）
- 姬路繞道（日语：姫路バイパス）（兵庫縣）
- 太子龍野繞道（日语：太子竜野バイパス）（兵庫縣）
- 相生有年道路（日语：相生有年道路）（兵庫縣）〔未啟用〕
- 三石繞道（岡山縣）
- 岡山繞道（日语：岡山バイパス）（岡山縣）
- 玉島繞道（日语：玉島バイパス）（岡山縣）
- 玉島笠岡道路（日语：玉島笠岡道路）（岡山縣）〔部分啟用〕
- 笠岡繞道（日语：笠岡バイパス）（岡山縣）〔部分啟用〕
- 福山道路（日语：福山道路）（廣島縣）〔未啟用〕
- 赤坂繞道（日语：赤坂バイパス）（廣島縣）
- E76 松永道路（廣島縣）
- 尾道繞道（日语：尾道バイパス）（廣島縣）
- 木原道路（日语：木原道路）（廣島縣）〔未啟用〕
- 三原繞道（日语：三原バイパス）（廣島縣）
- 本鄉繞道（廣島縣）
- 田萬里繞道（日语：田万里バイパス）（廣島縣）
- 西條繞道（日语：西条バイパス）（廣島縣）
- 安藝繞道（日语：安芸バイパス）（廣島縣）〔未啟用〕
- 東廣島繞道（日语：東広島バイパス）（廣島縣）〔部分啟用〕
- 新廣島繞道（日语：新広島バイパス）（廣島縣）
- 廣島南道路（日语：広島南道路）（廣島縣）〔部分啟用〕
- 西廣島繞道（日语：西広島バイパス）（廣島縣）
- E2 廣島岩國道路（山陽自動車道並行一般國道快速道路）（廣島縣）
- 岩國大竹道路（日语：岩国大竹道路）（廣島縣 - 山口縣）〔未啟用〕
- 岩國繞道（山口縣）
- 花岡繞道（日语：花岡拡幅）（山口縣）
- 周南繞道（日语：周南バイパス）（山口縣）
- 防府繞道（日语：防府バイパス）（山口縣）
- E2 小郡道路（日语：小郡道路）（山口縣）
- 厚狹·埴生繞道（日语：厚狭・埴生バイパス）（山口縣）
- 小月繞道（日语：小月バイパス）（山口縣）

### 收費道路
- E93 第二神明道路（兵庫縣）
- E2 廣島岩國道路（山陽自動車道並行一般國道快速道路）（廣島縣）
- 關門國道隧道（山口縣 - 福岡縣）

### 通稱
- 第一阪神國道（いちこく）：大阪府大阪市北區 - 兵庫縣神戶市中央區
- 拉麵街道：兵庫縣蘆屋市
- 曾根崎通（日语：曽根崎通）：大阪府大阪市
- 宮島街道：廣島縣廣島市 - 廣島縣廿日市市

### 重複區間
- 國道171號（日语：国道171号）：兵庫縣西宮市（札場筋交差點） - 兵庫縣神戶市中央區（三宮東交差點）
- 國道28號：兵庫縣神戶市長田區（東尻池交差點） - 兵庫縣明石市（狩口交差點）
- 國道250號：兵庫縣神戶市長田區（東尻池交差點） - 兵庫縣明石市（小久保交差點）
- 國道312號（日语：国道312号）：兵庫縣姫路市御國野町國分寺（御國野交差點） - 兵庫縣姫路市市川橋通（姫路天神前交差點）
- 國道250號：岡山縣備前市（伊部東交差點） - 岡山縣岡山市東區淺川（岡山繞道（日语：岡山バイパス）東分岐點）
- 國道433號（日语：国道433号）：廣島縣廿日市市（上平良交差點） - 廣島縣大竹市
- 國道9號：山口縣山口市（交通中心前交差點（日语：小郡インターチェンジ (小郡道路)）） - 山口縣下關市（印内交差點）
- 國道490號 (日本)：山口縣宇部市車地（車地交差點） - 山口縣宇部市瓜生野（瓜生野交差點）

### 海上區間
本州山口縣至九州福岡縣之間的關門海峽有汽車專用的關門隧道與自行車、行人專用的人道隧道。以海底隧道通過縣界的一般國道有國道2號與國道409號（東京灣跨海公路），但只有國道2號可讓行人通行。關門隧道在1958年（昭和33年）開通，因此關門海峽沒有國道的海上區間。

### 道路設施

#### 休憩設施
自動車專用道路區間有多個服務區、停車區。
- 明石服務區（日语：明石サービスエリア）（第二神明道路）
- 別所服務區（日语：別所パーキングエリア）（姬路繞道）
- 姬路服務區（姬路繞道）
- 今津服務區（日语：今津パーキングエリア）（松永道路的岡山、大阪方向）
- 佐方服務區（日语：佐方サービスエリア）（西廣島繞道）

#### 主要隧道
本州與九州之間的關門國道隧道（山口縣下關市、福岡縣北九州市）有世界少見的海底行人隧道，併有電梯通往地面。
- 城山隧道（兵庫縣揖保郡太子町）※姫路繞道
- 三石第一隧道（岡山縣備前市）
- 下木原隧道（廣島縣三原市） ※ 三原繞道
- 時廣隧道（廣島縣三原市） ※ 三原繞道
- 防府第一隧道（山口縣防府市） ※ 防府繞道
- 防府第三隧道（山口縣防府市） ※ 防府繞道
- 長府隧道（山口縣下關市）
- 關門隧道（山口縣下關市 - 福岡縣北九州市門司區）

#### 主要橋梁
國道2號以多橋梁聞名，2公尺以上的橋樑有1279座。
- 淀川大橋（日语：淀川大橋）（新淀川，大阪市福島區 - 西淀川區）
- 神崎大橋（ 神崎川，大阪市西淀川區）
- 武庫大橋（日语：武庫大橋）（武庫川，尼崎市 - 西宮市）
- 加古川橋、新加古川大橋（加古川，加古川市）※新加古川橋是加古川繞道的橋梁。
- 市川橋（日语：市川橋 (兵庫県)）（市川（日语：市川 (兵庫県)），姬路市）
- 姬路大橋（市川，姬路市）※ 姬路繞道
- 夢前橋（夢前川，姬路市）
- 揖保川大橋（揖保川，龍野市）
- 備前大橋（吉井川，瀨戶內市 - 岡山市東區）
- 旭川大橋（日语：旭川大橋）（旭川（日语：旭川 (岡山県)），岡山市中區 - 南區）
- 高梁川大橋（高梁川，倉敷市）
- 黃金橋（日语：黄金橋 (広島市)）（猿猴川，廣島市南區）
- 平野橋（日语：平野橋 (広島市)）（京橋川，廣島市南區 - 廣島市中區）
- 新明治橋（日语：新明治橋 (広島市)）（元安川，廣島市中區）
- 新住吉橋（日语：新住吉橋 (広島市)）（舊太田川（日语：旧太田川），廣島市中區）
- 新觀音橋（日语：新観音橋）（天滿川（日语：天満川 (広島県)），廣島市中區 - 廣島市西區）
- 旭橋（日语：旭橋 (広島市)）（太田川放水路，廣島市西區）
- 椹野川大橋（椹野川，山口市）

#### 道之驛
國道2號直至2011年才開設第一個道之驛。
- 笠岡Bay Farm（日语：道の駅笠岡ベイファーム）（岡山縣笠岡市）（笠岡繞道）
- 三原神明之里（日语：道の駅みはら神明の里）（廣島縣三原市）（三原繞道）
- Solene周南（日语：道の駅ソレーネ周南）（山口縣周南市）[21]。

### 事前通行規制區間
下述區間為事前通行規制區間。
- 兵庫縣上郡町部分區間
- 岡山縣備前市（三石船坂 - 三石四十谷、三石木谷口 - 八木山、伊里中 - 東片上） = 連續雨量達250 mm禁止通行
- 廣島縣三原市（木原 - 糸崎町）
- 山口縣岩國市（岩國 - 關戶） = 連續雨量達250 mm禁止通行

## 地理

### 通過市町村
- 大阪府
  - 大阪市（北區 - 福島區 - 西淀川區）
- 兵庫縣
  - 尼崎市 - 西宮市 - 芦屋市 - 神戶市（東灘區 - 灘區 - 中央區 - 兵庫區 - 長田區 - 須磨區 - 垂水區） - 明石市 - 加古川市 - 高砂市 - 姫路市 - 揖保郡太子町 - 龍野市 - 相生市 - 赤穗市 - 赤穗郡上郡町
- 岡山縣
  - 備前市 - 瀨戶内市 - 岡山市（東區 - 中區 - 南區） - 都窪郡早島町 - 倉敷市 - 淺口市 - 淺口郡里庄町 - 笠岡市
- 廣島縣
  - 福山市 - 尾道市 - 三原市 - 竹原市 - 東廣島市 - 廣島市（安藝區） - 安藝郡海田町 - 廣島市（安藝區 - 南區 - 中區 - 西區 - 佐伯區） - 廿日市市 - 大竹市
- 山口縣
  - 玖珂郡和木町 - 岩國市 - 周南市 - 下松市 - 周南市 - 防府市 - 山口市 - 宇部市 - 山陽小野田市 - 下關市
- 福岡縣
  - 北九州市（門司區）

### 主要接續路線
※繞道中的兵庫縣第二神明道路、加古川繞道、姬路繞道、廣島縣的松永繞道、尾道繞道除外。
近畿地方整備局管內
- 大阪府
  - 國道1號、國道25號、國道176號（日语：国道176号）（※國道1號重複＝國道163號、國道25號重複＝國道26號、國道165號（日语：国道165号））（大阪市北區梅田新道交差點起點）
- 兵庫縣
  - 國道171號（日语：国道171号）（西宮市札場筋交差點 -（重複）- 神戶市中央區三宮東交差點）
  - 國道43號（神戶市灘區岩屋交差點）
  - 阪神高速3號神戶線生田川出入口（日语：生田川出入口）（神戶市中央區）
  - 阪神高速32號新神戶隧道（日语：阪神高速32号新神戸トンネル）國道2號出入口（神戶市中央區）
  - 國道174號（神戶市中央區稅關前交差點）
  - 京町筋（神戶市中央區京橋交差點）
  - 阪神高速3號神戶線柳原出入口（日语：柳原出入口）（神戶市兵庫區）
  - 阪神高速3號神戶線湊川出入口（日语：湊川出入口）（神戶市長田區）
  - 國道28號（神戶市長田區東尻池交差點 -（重複）- 明石市狩口交差點）
  - 國道250號（神戶市長田區東尻池交差點 -（重複）- 明石市小久保交差點）
  - 阪神高速3號神戶線若宮出入口（日语：若宮出入口）（神戶市須磨區）
  - 國道175號（日语：国道175号）（※國道175號重複=國道427號（日语：国道427号））（明石市和坂交差點）
  - 國道312號（日语：国道312号）（姬路市御國野交差點 -（重複）- 姫路天神前交差點）
  - 國道372號（日语：国道372号）（姬路市下寺町交差點）
  - 國道179號（日语：国道179号）（揖保郡太子町太子東交流道）
  - 國道29號（姬路市 -（重複）- 揖保郡太子町太子上太田交流道）
  - 國道179號（龍野市福田匝道）
  - 國道373號（日语：国道373号）（赤穗市有年原交差點）

中國地方整備局管內
- 岡山縣
  - E2 山陽自動車道備前交流道（備前市）
  - 國道374號（日语：国道374号）（備前市伊部東交差點）
  - 國道250號（備前市伊部東交差點 -（重複）- 岡山市東區岡山繞道東合流部）
  - 岡山藍線（日语：岡山ブルーライン）（岡山縣道397號寒河本庄岡山線）君津系統交流道、交流道（日语：君津インターチェンジ (岡山県)）（岡山市東區）
  - 國道30號（岡山市南區青江交差點）
  - 國道180號岡山西繞道（日语：岡山西バイパス）（岡山市南區大樋橋西交差點）
  - E2 山陽自動車道、瀨戶中央自動車道早島交流道（都窪郡早島町）
  - 國道429號（日语：国道429号）（倉敷市大西交差點、玉島阿賀崎）
- 廣島縣
  - 國道182號（日语：国道182号）（福山市明神町交差點））（※國道182號重複=国道314号（日语：國道314號））
  - 國道313號（日语：国道313号）（福山市府中分交差點）
  - 山陽自動車道福山西交流道（福山市）
  - 西瀨戶自動車道（島波海道）西瀨戶尾道交流道（尾道市）
  - 尾道大橋（國道317號（日语：国道317号））（尾道市尾道大橋入口交差點）
  - 國道184號（日语：国道184号）]（尾道市祗園橋東詰交差點）
  - 國道185號（日语：国道185号）（三原市警察署入口交差點）
  - 國道432號（日语：国道432号）（竹原市新庄交差點）
  - E75 東廣島吳自動車道（國道375號（日语：国道375号））上三永交流道（東廣島市）
  - 國道375號御薗宇繞道（日语：御薗宇バイパス）（東廣島市御薗宇交差點）
  - 國道486號（日语：国道486号）（東廣島市・溝迫交差點）
  - 國道31號（安藝郡海田町大正交差點）
  - 廣島高速道路2號線（日语：広島高速道路2号線）東雲出入口（廣島市南區）
  - 國道487號（日语：国道487号）（廣島市南區平野橋東交差點）
  - 國道54號（日语：国道54号）（※國道54號重複＝國道183號（日语：国道183号）、國道191號（日语：国道191号）、國道261號（日语：国道261号））（廣島市中區市役所前交差點）
  - 國道433號（日语：国道433号）（廿日市市・上平良交差點 -（重複）- 大竹市）（※國道433號重複＝國道488號（日语：国道488号））
  - E2 廣島岩國道路廿日市交流道（日语：廿日市インターチェンジ）（廿日市市）
  - E2 廣島岩國道路大竹交流道（大竹市）
  - 國道186號（日语：国道186号）（大竹市綠橋東詰交差點）
- 山口縣
  - 國道188號（日语：国道188号）（※國道188重複＝國道189號）（岩國市立石交差點）
  - E2 山陽自動車道岩國交流道（岩國市）
  - 國道187號（日语：国道187号）（岩國市錦橋交差點）
  - 國道437號（日语：国道437号）（岩國市八幡下交差點）
  - 國道376號（日语：国道376号）（岩國市郵便局前交差點）
  - 國道188號（下松市末武中交差點）
  - E2 山陽自動車道德山東交流道（日语：徳山東インターチェンジ）（周南市）
  - 國道315號（日语：国道315号）（周南市三田川交差點）
  - 國道489號（日语：国道489号）（周南市大神交差點）
  - E2 山陽自動車道德山西交流道（日语：徳山西インターチェンジ）（周南市）
  - E2 山陽自動車道防府東交流道（防府市）
  - 國道262號（日语：国道262号）（防府市沖高井交差點）
  - E2 山陽自動車道防府西交流道（防府市）
  - E2 山陽自動車道山口南交流道（山口市）
  - 國道9號（山口市交通中心前交差點（日语：小郡インターチェンジ (小郡道路)） -（重複）- 下關市印內交差點）
  - 國道190號（日语：国道190号）（山口市岡屋交流道（日语：岡屋インターチェンジ））
  - E2 山口宇部道路（日语：山口宇部道路）嘉川交流道（日语：嘉川インターチェンジ）（山口市）
  - 國道490號 (日本)（宇部市車地交差點 -（重複）- 瓜生野交差點）
  - 國道316號（山陽小野田市杣尻交差點）
  - E2 山陽自動車道埴生交流道（山陽小野田市）
  - 國道190號（下關市）
  - 國道491號（日语：国道491号）（下關市才川交差點）
  - E2A 中國自動車道、E2A 關門橋（關門自動車道）下關交流道（日语：下関インターチェンジ）（下關市）

九州地方整備局管内
- 福岡縣
  - 國道3號（北九州市門司區老松公園前交差點終點）

### 主要山口
- 鯰峠（日语：鯰峠）（標高100m）：兵庫縣赤穗市 - 兵庫縣赤穗郡上郡町
- 船坂峠（日语：船坂峠）（標高145m）：兵庫縣赤穗郡上郡町 - 岡山縣備前市
- 廿木峠（標高120m）：山口縣岩國市
- 椿峠（日语：椿峠 (山口縣)）（標高100m）：山口縣周南市 - 山口縣防府市
- 西見峠（標高80m）：山口縣宇部市 - 同市船木

- 談合峠（標高70m）：山口縣山陽小野田市

## 備註
1. 1 2 3 4 5 6   (XLS). 道路統計年報2017. 國土交通省道路局.   [2018-03-30]. （原始内容存档于2020-08-02）.
2. ↑  社団法人中国建設弘済会 2007，第205頁.
3. 1 2 3  福山市史編纂委員会 1983，第744-745頁.
4. ↑  岡山県史編纂委員会 1987，第107頁.
5. ↑  小田郡教育會 1941，第387頁.
6. ↑  社団法人中国建設弘済会 2007，第207頁.
7. 1 2  津之郷町史編纂委員会 2012，第134頁.
8. ↑  小田郡教育會 1941，第387, 468-469頁.
9. 1 2  福山市史編纂委員会 1983，第745頁.
10. ↑  社団法人中国建設弘済会 2007，第209頁.
11. ↑  神辺町広報編集事務室. . 神邊町廣報 第42号 (深安郡神辺町役場). 1957-10-01.
12. ↑  神辺町広報編集事務室. . 神邊町廣報 第42号 (深安郡神辺町役場). 1957-10-01.
13. ↑  岡山県立博物館 1984，第68頁.
14. ↑  . 第99号 井原市広報 (井原市役所). 1959-07-10.
15. ↑  建設省中国地方建設局 1982，第75頁.
16. ↑   (PDF) (新闻稿). 国土交通省中国地方整備局 岡山国道事務所. 2016-03-30  [2016-04-01]. （原始内容 (PDF)存档于2016-04-11）.
17. 1 2 3  松波成行 2008, p. 86.
18. ↑  佐藤健太郎 2014，第27-28頁.
19. ↑  佐藤健太郎 2014，第145頁.
20. ↑  佐藤健太郎 2014，第155頁日本海側的國道9號有國道路線最多的22座道之驛（2015年）。
21. ↑  .   [2018-12-24]. （原始内容存档于2014-01-06）.

## 外部連結
- 近畿地方整備局
  - （页面存档备份，存于）
  - 兵庫國道事務所（页面存档备份，存于）
  - 姫路河川國道事務所（页面存档备份，存于）
- 中國地方整備局（页面存档备份，存于）
  - 岡山國道事務所 （页面存档备份，存于）
  - 福山河川國道事務所
  - 廣島國道事務所（页面存档备份，存于）
  - 山口河川國道事務所 （页面存档备份，存于）
    - 岩國國道維持出張所 （页面存档备份，存于）
    - 山口國道維持出張所 （页面存档备份，存于）
    - 宇部國道維持出張所 （页面存档备份，存于）
- 西日本高速道路（页面存档备份，存于）
- 九州地方整備局（页面存档备份，存于）
  - 北九州國道事務所 （页面存档备份，存于）